# José Raúl Vera López

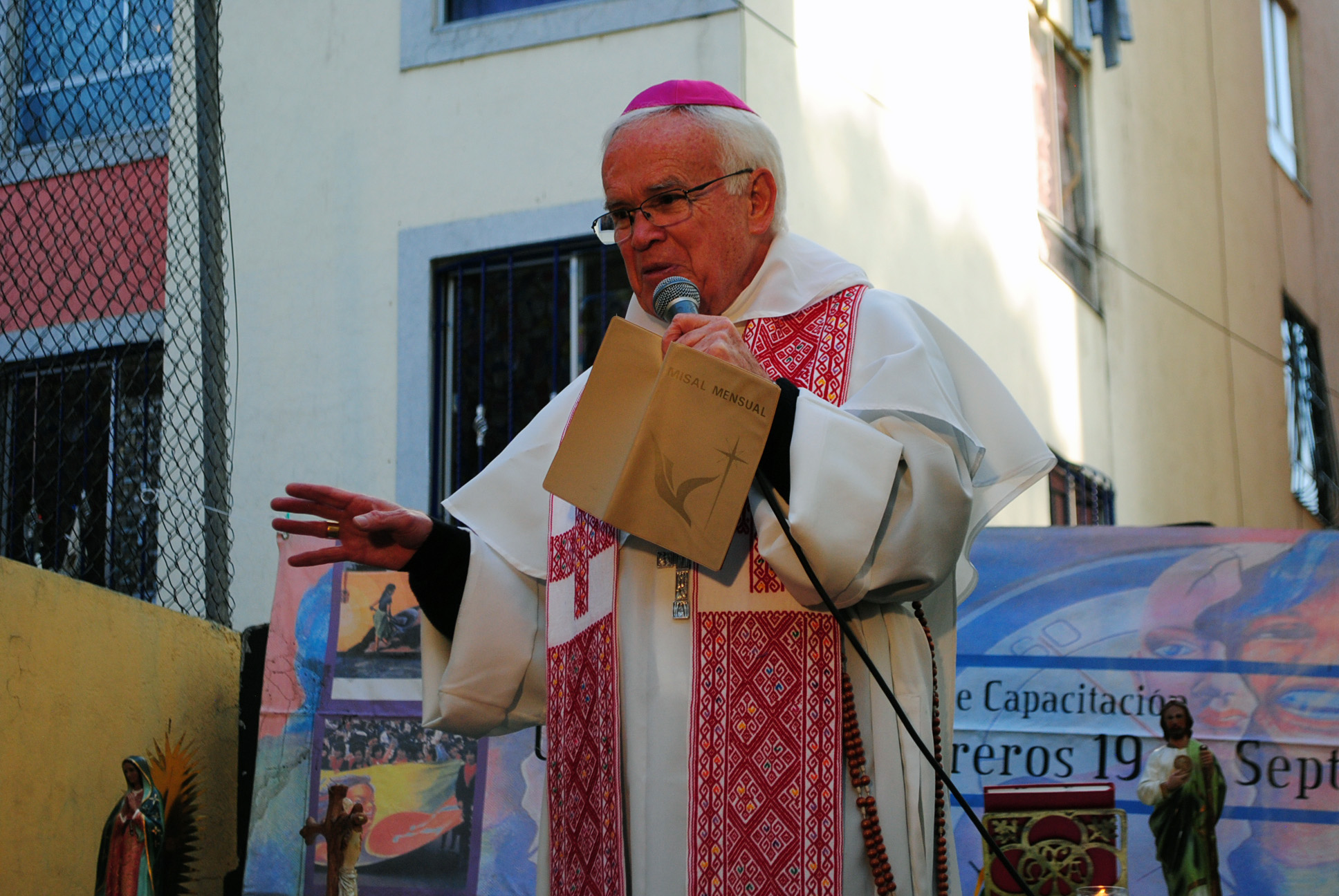
José Raúl Vera López, 2014

José Raúl Vera López OP (* 21. Juni 1945 in Acámbaro) ist ein mexikanischer römisch-katholischer Ordensgeistlicher und emeritierter Bischof von Saltillo.

## Leben
Vera López trat in den Dominikanerorden ein und studierte römisch-katholische Theologie. Am 29. Juni 1975 spendete ihm Papst Paul VI. die Priesterweihe.
Papst Johannes Paul II. ernannte ihn am 20. November 1987 zum Bischof von Ciudad Altamirano. Der Papst persönlich spendete ihm am 6. Januar des folgenden Jahres die Bischofsweihe. Mitkonsekratoren waren die Kurienerzbischöfe Eduardo Martínez Somalo und Giovanni Battista Re.
Am 14. August 1995 wurde er zum Koadjutorbischof von San Cristóbal de Las Casas ernannt. Am 30. Dezember 1999 ernannte ihn Papst Johannes Paul II. zum Bischof von Saltillo.
Für seinen Einsatz für Menschenrechte wurde er mehrfach ausgezeichnet, unter anderem 2010 mit dem Thorolf-Rafto-Gedenkpreis.
Am 21. November 2020 nahm Papst Franziskus seinen altersbedingten Rücktritt an.